# أهل الكتاب

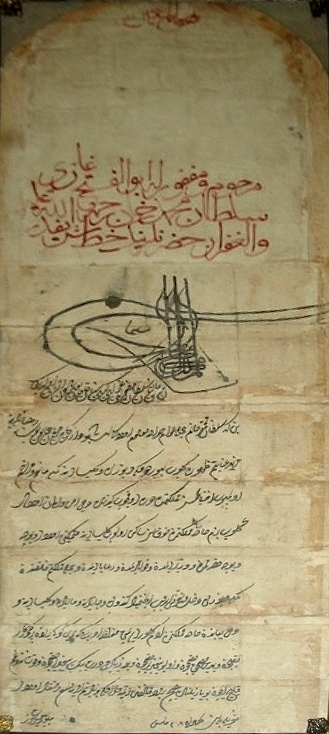
فرمان أصدره محمد الفاتح يوصي بحماية كنائس وصلبان نصارى البوسنة.

أهل الكتاب هو اسم يطلق في الإسلام على اليهود والنصارى، وأهل الكتاب هم أصحاب كتب مقدسة، تمييزاً لهم عن الوثنيين.

## تعريف
يرى الجمهور أن أهل الكتاب هم اليهود والنصارى فقط، دون غيرهم، استنادا على الآية ﴿أَنْ تَقُولُوا إِنَّمَا أُنْزِلَ الْكِتَابُ عَلَى طَائِفَتَيْنِ مِنْ قَبْلِنَا وَإِنْ كُنَّا عَنْ دِرَاسَتِهِمْ لَغَافِلِينَ ۝١٥٦﴾ [الأنعام:156]، والتي تدل على أن أهل الكتاب هم اليهود والنصارى فقط، وهو رأي الجصاص الحنفي المتوفى سنة 370 هـ.
أما المجوس، فمع أن بعض العلماء كابن حزم الظاهري المتوفى 456 هـ عدّهم من أهل الكتاب، إلا أنهم ليسوا كذلك في تقدير جماهير الفقهاء.
في القرآن يوصف اليهود بـ «أهل الكتاب» و «والذين أوتوا الكتاب» و«والذين هادوا»
- ﴿قُلْ يَا أَهْلَ الْكِتَابِ تَعَالَوْا إِلَى كَلِمَةٍ سَوَاءٍ بَيْنَنَا وَبَيْنَكُمْ أَلَّا نَعْبُدَ إِلَّا اللَّهَ وَلَا نُشْرِكَ بِهِ شَيْئًا وَلَا يَتَّخِذَ بَعْضُنَا بَعْضًا أَرْبَابًا مِنْ دُونِ اللَّهِ فَإِنْ تَوَلَّوْا فَقُولُوا اشْهَدُوا بِأَنَّا مُسْلِمُونَ ۝٦٤﴾ [آل عمران:64]
- ﴿يَا أَهْلَ الْكِتَابِ قَدْ جَاءَكُمْ رَسُولُنَا يُبَيِّنُ لَكُمْ كَثِيرًا مِمَّا كُنْتُمْ تُخْفُونَ مِنَ الْكِتَابِ وَيَعْفُو عَنْ كَثِيرٍ قَدْ جَاءَكُمْ مِنَ اللَّهِ نُورٌ وَكِتَابٌ مُبِينٌ ۝١٥﴾ [المائدة:15]
- ﴿كُنْتُمْ خَيْرَ أُمَّةٍ أُخْرِجَتْ لِلنَّاسِ تَأْمُرُونَ بِالْمَعْرُوفِ وَتَنْهَوْنَ عَنِ الْمُنْكَرِ وَتُؤْمِنُونَ بِاللَّهِ وَلَوْ آمَنَ أَهْلُ الْكِتَابِ لَكَانَ خَيْرًا لَهُمْ مِنْهُمُ الْمُؤْمِنُونَ وَأَكْثَرُهُمُ الْفَاسِقُونَ ۝١١٠﴾ [آل عمران:110]
- ﴿لَيْسُوا سَوَاءً مِنْ أَهْلِ الْكِتَابِ أُمَّةٌ قَائِمَةٌ يَتْلُونَ آيَاتِ اللَّهِ آنَاءَ اللَّيْلِ وَهُمْ يَسْجُدُونَ ۝١١٣ يُؤْمِنُونَ بِاللَّهِ وَالْيَوْمِ الْآخِرِ وَيَأْمُرُونَ بِالْمَعْرُوفِ وَيَنْهَوْنَ عَنِ الْمُنْكَرِ وَيُسَارِعُونَ فِي الْخَيْرَاتِ وَأُولَئِكَ مِنَ الصَّالِحِينَ ۝١١٤ وَمَا يَفْعَلُوا مِنْ خَيْرٍ فَلَنْ يُكْفَرُوهُ وَاللَّهُ عَلِيمٌ بِالْمُتَّقِينَ ۝١١٥﴾ [آل عمران:113–115]
- ﴿قَدْ نَرَى تَقَلُّبَ وَجْهِكَ فِي السَّمَاءِ فَلَنُوَلِّيَنَّكَ قِبْلَةً تَرْضَاهَا فَوَلِّ وَجْهَكَ شَطْرَ الْمَسْجِدِ الْحَرَامِ وَحَيْثُ مَا كُنْتُمْ فَوَلُّوا وُجُوهَكُمْ شَطْرَهُ وَإِنَّ الَّذِينَ أُوتُوا الْكِتَابَ لَيَعْلَمُونَ أَنَّهُ الْحَقُّ مِنْ رَبِّهِمْ وَمَا اللَّهُ بِغَافِلٍ عَمَّا يَعْمَلُونَ ۝١٤٤ وَلَئِنْ أَتَيْتَ الَّذِينَ أُوتُوا الْكِتَابَ بِكُلِّ آيَةٍ مَا تَبِعُوا قِبْلَتَكَ وَمَا أَنْتَ بِتَابِعٍ قِبْلَتَهُمْ وَمَا بَعْضُهُمْ بِتَابِعٍ قِبْلَةَ بَعْضٍ وَلَئِنِ اتَّبَعْتَ أَهْوَاءَهُمْ مِنْ بَعْدِ مَا جَاءَكَ مِنَ الْعِلْمِ إِنَّكَ إِذًا لَمِنَ الظَّالِمِينَ ۝١٤٥﴾ [البقرة:144–145]
- ﴿إِنَّ الَّذِينَ آمَنُوا وَالَّذِينَ هَادُوا وَالنَّصَارَى وَالصَّابِئِينَ مَنْ آمَنَ بِاللَّهِ وَالْيَوْمِ الْآخِرِ وَعَمِلَ صَالِحًا فَلَهُمْ أَجْرُهُمْ عِنْدَ رَبِّهِمْ وَلَا خَوْفٌ عَلَيْهِمْ وَلَا هُمْ يَحْزَنُونَ ۝٦٢ وَإِذْ أَخَذْنَا مِيثَاقَكُمْ وَرَفَعْنَا فَوْقَكُمُ الطُّورَ خُذُوا مَا آتَيْنَاكُمْ بِقُوَّةٍ وَاذْكُرُوا مَا فِيهِ لَعَلَّكُمْ تَتَّقُونَ ۝٦٣ ثُمَّ تَوَلَّيْتُمْ مِنْ بَعْدِ ذَلِكَ فَلَوْلَا فَضْلُ اللَّهِ عَلَيْكُمْ وَرَحْمَتُهُ لَكُنْتُمْ مِنَ الْخَاسِرِينَ ۝٦٤﴾ [البقرة:62–64]

هناك من المشايخ من يرى أن النصارى أقل درجة من اليهود استناداً إلى هذه الآية:
﴿لَقَدْ كَفَرَ الَّذِينَ قَالُوا إِنَّ اللَّهَ هُوَ الْمَسِيحُ ابْنُ مَرْيَمَ وَقَالَ الْمَسِيحُ يَا بَنِي إِسْرَائِيلَ اعْبُدُوا اللَّهَ رَبِّي وَرَبَّكُمْ إِنَّهُ مَنْ يُشْرِكْ بِاللَّهِ فَقَدْ حَرَّمَ اللَّهُ عَلَيْهِ الْجَنَّةَ وَمَأْوَاهُ النَّارُ وَمَا لِلظَّالِمِينَ مِنْ أَنْصَارٍ ۝٧٢ لَقَدْ كَفَرَ الَّذِينَ قَالُوا إِنَّ اللَّهَ ثَالِثُ ثَلَاثَةٍ وَمَا مِنْ إِلَهٍ إِلَّا إِلَهٌ وَاحِدٌ وَإِنْ لَمْ يَنْتَهُوا عَمَّا يَقُولُونَ لَيَمَسَّنَّ الَّذِينَ كَفَرُوا مِنْهُمْ عَذَابٌ أَلِيمٌ ۝٧٣﴾ [المائدة:72–73]

## أحكام
أباح الإسلام لأتباعه الزواج من النسوة الكتابيات حتى ولو آثرن البقاء على دينهن، في حين حرّم على المرأة المسلمة الزواج من (الكتابي) إلا في حال إسلامه.
وعندما خضع أهل الكتاب للمسلمين جعل لهم النبي محمد حرية العبادة دون الوثنيين مقابل أدائهم الجزية، وبالمقابل يُضمن لهم حماية الحكومة الإسلامية. ويعد التقصير في حماية أهل الكتاب إثما كبيرا في الإسلام.

## في الموروث اليهودي
يستخدم في اليهودية مصطلح «أهل الكتاب» (بالعبرية: עם הספר) في الإشارة تحديدًا إلى بني إسرائيل واليهود في التوراة، إذ تُحظى الشريعة اليهودية المكتوبة (بما في ذلك التناخ والميشناه والتلمود) على أهمية في الهويّة والثقافة اليهودية.

## في الموروث المسيحي
في المسيحية، ترفض الكنيسة الكاثوليكية تعبير «دين الكتاب» كوصف مماثل للإيمان المسيحي، مفضلة مصطلح «دين كلمة الله»، حيث أن الإيمان بالمسيح، وفقًا للتعليم الكاثوليكي، لا يتم العثور عليه فقط في الكتاب المقدس المسيحي، ولكن أيضًا في التقليد المقدس وتعليم الكنيسة. بالمقابل، تبنّت عدد من الطوائف المسيحية الأخرى، مثل الكنيسة المعمدانية، والميثودية، والأدفنتست والبيوريتانية مصطلح «أهل الكتاب».
وَضع العديد من المبشرين المسيحيين في أفريقيا وآسيا والعالم الجديد، أنظمة الكتابة للسكان الأصليين ومن ثم قدموا لهم ترجمات مكتوبة من الكتاب المقدس. ونتيجة لذلك أَطلق السكان الأصليين لهذه المناطق لقب «أهل الكتاب» للإشارة إلى المسيحيين والمبشرين. ولقد أسفرت أعمال منظمات مثل مترجمو اليكتيف للكتاب المقدس وجمعيات الكتاب المقدس المتحدة عن إتاحة الكتاب المقدس بلغة 2,100 لغة. هذه الحقيقة قد عززت عبارة «أهل الكتاب» بين المسيحيين أنفسهم. ولدى المسيحيين المتحولين بين الثقافات التبشيرية، على وجه الخصوص، أقوى تماهي مع مصطلح «أهل الكتاب». ويعود هذا لأن أول نص مكتوب تم إنتاجه بلغتهم الأصلية، كان في كثير من الأحيان الكتاب المقدس.